# Hypochrysops hecalius
Hypochrysops hecalius är en fjärilsart som beskrevs av William Henry Miskin 1884. Hypochrysops hecalius ingår i släktet Hypochrysops och familjen juvelvingar. Inga underarter finns listade i Catalogue of Life.